# Lilia Labidi
Pour les articles homonymes, voir Labidi.
Lilia Labidi (arabe : ليليا العبيدي), née en 1949 à Radès, est une anthropologue, féministe et femme politique tunisienne. Elle est ministre des Affaires de la femme du 17 janvier au 24 décembre 2011 au sein du gouvernement de Mohamed Ghannouchi puis dans celui de Béji Caïd Essebsi.

## Biographie

### Études
Lilia Labidi étudie à l'université Paris-Diderot (Paris) et obtient un doctorat en psychologie en 1978 et un doctorat d'État en anthropologie en 1986.

### Carrière universitaire
Elle est maître de conférences en psychologie clinique à la faculté des sciences humaines et sociales de Tunis ainsi qu'à l'Institut des études avancées de l'université de Princeton et au Woodrow Wilson International Center de l'université George-Washington.
Féministe engagée, elle rédige plusieurs ouvrages sur le sujet. Elle est membre de l'Association des femmes tunisiennes pour la recherche sur le développement ; elle est membre de son comité directeur en 1989.

### Carrière politique
À la suite de la révolution de 2011, Lilia Labidi est nommée ministre des Affaires de la femme dans le gouvernement d'union nationale de Mohamed Ghannouchi puis dans celui de Béji Caïd Essebsi. Elle indique avoir foi dans la révolution et ne considère pas que ses opinions féministes la cantonnent à s'occuper d'un ministère traitant des affaires des femmes : « On aurait fait appel à moi pour n'importe quoi qu'autre au service de la démocratie, du pluralisme et d'une Tunisie meilleure, que j'aurais accepté, sans l'ombre d'une hésitation ».
Le ministère se consacre désormais uniquement aux affaires féminines alors qu'il supportait auparavant aussi les portefeuilles de la Famille, de l'Enfance et des Personnes âgées ; elle indique néanmoins que « le ministère continuera à s'intéresser à toutes les composantes de la famille, y compris les jeunes qui, à travers leur musique, leurs blogs et les nouvelles technologies de communication, ont provoqué un vent de liberté, démontré qu'ils avaient des idées et des propositions à approfondir. Nous devons être à leur écoute ». Elle est consciente de l'émancipation réussie des femmes en Tunisie par rapport aux autres pays du monde arabe mais reste prudente : « La condition de la femme qui est citée en exemple, dans le monde arabe et dans d'autres contrées, doit être confortée, non pas pour « pavaner » davantage, mais pour que la famille demeure le pilier de la société ». Les premières mesures de la ministre concernent la rénovation urbaine.

## Ouvrages
- L'Histoire d'une parole féminine, 1982
- Les Origines des mouvements féministes en Tunisie, 1987
- Qabla, médecin des femmes, 1987
- Sabra, Hachma, 1989
- Romancières sénégalaises à la recherche de leur temps, 2003
- Militantes Tunisiennes 1981-1961, 2009